# Lars Gustafsson
Lars Gustafsson (Västerås, 17 de maig de 1936 - 3 d'abril de 2016) va ser un poeta, novel·lista i estudiós suec. Va ser guardonat en 2009 amb la Medalla Goethe.
Gustafsson era un dels més prolífics escriptors suecs des d'August Strindberg. Des de finals dels anys cinquanta, va produir una extensíssima obra literària, composta per novel·les, poemaris, contes, assajos i editorials.
Va obtenir diversos guardons internacionals, com el Prix International Charles Veillon des Essais el 1983, el Heinrich Steffens Preis el 1986, Una Vita per la Letteratura el 1989, un John Simon Guggenheim Memorial Foundation Fellowship per a poesia el 1994 i d'altres més.
Va ser també nominat pel Premi Nobel de Literatura. I el 2009 va rebre la Medalla Goethe.

## Biografia
Es va graduar en secundària en el Västerås gymnasium i va continuar els seus estudis en la Universitat d'Upsala on es va llicenciar el 1960, aconseguint el doctorat en filosofia teòrica el 1978.
El 1981 Gustafsson es va convertir al judaisme.
Va viure en Austin fins al 2003, quan va tornar a Suècia. Als Estats Units va treballar com a professor en la Universitat de Texas a Austin, on va ensenyar Filosofia i Escriptura creativa fins a maig del 2006 en què es va jubilar.

## Anàlisi de la seva obra
Les seves obres més importants han estat traduïdes a quinze idiomes i Harold Bloom el va incloure en la seva llista d'autors canònics de la literatura universal en el seu llibre The Western Canon: The Books and School of the Ages (1994). John Updike el va elogiar especialment per la seva obra The Death of a Beekeeper en la seva col·lecció de crítiques Hugging The Shore.
The Death of a Beekeeper, escrita el 1978, és la seva obra més aclamada, a més d'haver estat un èxit comercial. La crítica Eva Stenskaer ha comentat la seva aparent senzillesa i la seva gran càrrega lírica, assenyalant que solament un gran artista podria haver-la escrit. El seu tema principal és l'agonia de la malaltia, tractada a través de les anotacions de Vesslan, un apicultor que s'està morint per càncer. La innovadora estructura del llibre permet a Gustafsson explorar la identitat a través de la seva expressió en una gran varietat de formes: imaginació, memòria i fins i tot els detalls mundans de la vida. El tema es revela a través d'una fórmula que el protagonista repeteix al llarg de la novel·la: "We never give up. We begin anew."
El mateix Gustafsson va descriure la seva novel·la com un llibre sobre el dolor que explica un viatge cap al centre on el dolor mana i on no pot tolerar cap rival.
En 2003, la seva sèrie Sprickorna i Muren, que explora la qüestió de la identitat a través de les ruptures de la personalitat individual, va ser adaptada al cinema dirigida per Jimmy Karlsson.
Encara que el problema de la identitat ha estat el tema definitori de l'obra de Gustafsson, la seva crítica social ha enfadat amb freqüència a l'elit cultural sueca. A conseqüència d'això, a Suècia és considerat com un escriptor controvertit abans que com un acceptat pel sistema cultural.
A la pregunta d'on troba la seva inspiració, Gustafsson respon que escoltant i mirant. Entén que la creativitat no té regles:
| « | Tu pots aconseguir una idea per a una novel·la d'alguna cosa insignificant que algú diu, o simplement d'un cara que veus. Un rabí em va dir una vegada que quan Déu parla a Moisès en l'esbarzer, no ho fa amb una veu eixordadora, sinó amb una veu molt fràgil. Tu has d'escoltar-la atentament. Has de ser molt perspicaç. | » |

Al maig de 2009, Lars Gustafsson va declarar que votaria pel Pirate Party en les eleccions al Parlament Europeu.

## Selecció d'obres
- Truth and Lie
- The Tennis Players
- Wool Clothings
- Family Meeting
- Sigismund
- The Death of a Beekeeper
- Stillness of the World Before Bach
- The Tale of a Dog
- Bernard Foy's Third Castling
- A Tiler's Afternoon
- Stories of Happy People
- Elegies and Other Poems
- A Time in Xanadu, 2002, 2006 (Copper Canyon Press) (traduït per John Irons)